# 日産・180SX
180SX（ワンエイティ・エスエックス）は、日産自動車がかつて製造していた3ドアハッチバッククーペ型の乗用車である。
S13型シルビアの姉妹車（同型式車種）にあたり、同車の日本国外輸出仕様である北米向け「240SX」のファストバックタイプを日本仕様として仕立て直し、発売したモデルである。

## 概要
エンジンやトランスミッション、サスペンションなどの車としての基本構造は全てS13型シルビアと共通である。ステアリングホイールのデザインを除くインテリアとドアパネル、フロントウインドシールドなども共通となっている。その一方、ヘッドランプはS13と異なるSAE規格の角型2灯式のリトラクタブルヘッドランプを採用した。これは、当時の北米の法規上、S13型シルビアのヘッドランプ高さでは認証が取れなかったためである。このため、多くのパーツに互換性があり、外装の交換を比較的容易に行うことができる。この特性を利用して、後述するシルエイティなどの改造車も誕生することとなった。
日本国内へはS13型シルビアより1年遅れで投入されているが、これには好調な売れ行きながら、発売後一定期間が経ち、新味のやや薄れたS13型シルビアへのテコ入れ策として、営業側から、S12型系シルビア/ガゼールまで存在していたハッチバックを持つファストバッククーペ投入の強い要請を受けたことが背景にあった。なお、ガゼールとは販売網が異なっており、直接の後継車ではない。
販売当時はスタイリッシュなFRスポーツとして外観や機能性に高い評価を受けたが、開口部が大きいハッチバック車特有のボディ剛性低下や重量増により、走行性能を重視するユーザー層からはシルビアほどの人気は得られなかった。しかし、マイナーチェンジ後の2.0 Lエンジン搭載車はよりスタイリッシュになったこともあり、徐々に人気を獲得していった。また、当初から自然吸気（NA）エンジン搭載グレードがラインナップされたシルビアとは異なり、日本国内では1996年（平成8年）に後期型が発売されるまでターボエンジン搭載車しか存在しなかった。発売当時としてはまだ珍しかったフルレンジ電子制御ATを採用しているが、車の性格上、販売台数の9割以上がMTであった。
日本国内ではシルビアがS14型にフルモデルチェンジした後も生産および販売が続けられた。しかし、S14型シルビアはエクステリアデザインが不評なうえ、全幅が広がり3ナンバー車となったことなどで販売が低迷したため、同時期に新車で購入可能な唯一の5ナンバー枠FR車として180SXが再評価される動きもあり、最終的にはシルビアが5ナンバー車として最終型のS15型にモデルチェンジするまでの間、180SXはマイナーチェンジを繰り返しながら10年近く生産および販売が続けられた。しかし、日本国内でのクーペ市場の縮小により販売台数の減少は避けられず、生産工場も九州工場から高田工業、そして日産の関連会社である日産車体（平塚）へと順次移管され、最後期（年月不詳）はZ32型フェアレディZコンバーチブルと同様、組み立てラインに乗せられず、固定された治具でほぼ手作業で生産されていた。
生産終了から年月を経た現在でも、軽量な5ナンバーボディで後輪駆動方式（FR）を採用している点が近年では希少になったことや、姉妹車のS13型シルビアとほぼ同じ構造でスポーツ走行にも適した設計であったことから、アフターマーケットでは主にドリフト用の改造パーツが充実しており、シルビアと共に一定の人気を保っている。また、車の性格上、姉妹車及び他社の類似車種同様にメーカー側の想定外の事態として若者の無謀運転による死亡事故が全国各地で相次いだ。そのため、現在でも日本車としては任意保険料率の高い車種である。
北米では2.4 LのKA24E型SOHCエンジンを搭載し、「240SX」（トゥー・フォーティー・エスエックス）として販売された。また、欧州では、日本仕様の初期型と同じ1.8 LのCA18DET型DOHCターボエンジン（175 PS）を搭載し、「200SX」（トゥー・ハンドレッド・エスエックス）として販売されていた。

## デザイン
フロントには先述の通りリトラクタブルヘッドランプを採用し、スラントノーズと大型バンパーによってシルビアとは異なる印象のスポーティな顔つきになっている。また、ボディラインは緩やかなS字のカーブを描くような形となっており、日産はこれを「エアロストリームライン」と表現している。さらにリヤフェンダーからリヤエンドにかけて、大きなカーブが緩やかに廻り込む「ラップラウンドテール」も特徴的である。フロントおよびリヤに純正スポイラーをつければCd値は0.30に達する。
詳細はそれぞれ後述するが、生産時期はフロントマスクやリヤコンビネーションランプを見ることで判別される。
それぞれの特徴によって、ファンの間では前期型、中期型、後期型と呼ばれている。

## エンジン
ここでは日本仕様に搭載されたエンジンのスペックを記載する。搭載されたエンジンはすべて直列4気筒DOHCで、ツインカム16バルブが採用された。
| エンジン | 吸気方式 | 排気量   | 最高出力                    | 最大トルク                      | 燃料                   | 期間                   |
| -------- | -------- | -------- | --------------------------- | ------------------------------- | ---------------------- | ---------------------- |
| CA18DET  | ICターボ | 1,809 cc | 175 PS (129 kW) / 6,400 rpm | 23.0 kg⋅m (226 N⋅m) / 4,000 rpm | 無鉛ハイオクガソリン   | 1989年4月 - 1990年12月 |
| SR20DET  | ICターボ | 1,998 cc | 205 PS (151 kW) / 6,000 rpm | 28.0 kg⋅m (275 N⋅m) / 4,000 rpm | 無鉛ハイオクガソリン   | 1991年1月 - 1998年12月 |
| SR20DE   | 自然吸気 | 1,998 cc | 140 PS (103 kW) / 6,400 rpm | 18.2 kg⋅m (178 N⋅m) / 4,800 rpm | 無鉛レギュラーガソリン | 1996年8月 - 1998年12月 |

## 歴史

### 前期型 RS13/KRS13型（1989年 - 1991年）
1989年（平成元年）4月1日、プリンス系販売店および一部のチェリー系販売店で販売が開始された。キャッチコピーは『日産からのプレゼンテーションです。』。
初期型は、日産の翼形グリルをイメージしたダミーのグリル（いわゆる『豚鼻』）がフロントバンパーにあること、「モダンフォルムシート」と呼ばれる前席シートがヘッドレスト一体のハイバック型であることなどが特徴である。グレードは「TYPE I」と「TYPE II」で、「TYPE I」はスピーカーやパワーウィンドウが付かないなど、競技用のベース車用途を対象にしていた。「TYPE II」はオプションでフロントおよびリヤスポイラーやリヤフォグランプ、フロントウィンドウディスプレイ、脱着式ガラスサンルーフが選択可能だった。タイヤサイズは、前後とも195/60R15となっている。エンジンは全グレードで同一。
1990年（平成2年）、500台限定の特別仕様車「TYPE II レザーセレクション」を発売。シートが全て本革張りで本革ステアリングとシフトノブ、エアロパーツ、フッ素コーティング塗装のスーパーレッドを採用し、スカイライン、ローレル、セフィーロと共通のアルミホイールが標準で装備された。
このモデルはフロントグリルのデザインが独特であることと、国内版は搭載エンジンが1.8 Lであり、2.0 Lエンジンを搭載する中・後期型に比して非力なため、中古市場では不人気でほとんど流通していない。だがその希少性により、バンパーなどの中古部品は中期型・後期型と比べ比較的高い値段で取引される傾向にある。

### HICAS II / SUPER HICAS
メーカーオプションで設定された四輪操舵システム。搭載車は型式の頭にKが付与され区別される。
登場時は先進的なシステムとして注目されたが、走り重視のユーザーには「ドリフト走行時にリアが意図しない動きをする」といった理由により不評であった。そのため当時の中古市場では非搭載グレードに比べて不人気で、相場も安く程度の良い個体が多かったが、後にHICASキャンセラーというサードパーティ製パーツが登場したことでこのような差異は見られなくなった。なお、2017年（平成29年）まではHICASキャンセラーを用いた四輪操舵から二輪操舵への変更は構造変更申請が必要であり、変更を行った車両は原則として改造車の扱いを受けていたが、同年4月から当該改造が検査項目から除外され、申請は不要になった。

### 中期型 RPS13/KRPS13型（1991年 - 1996年）

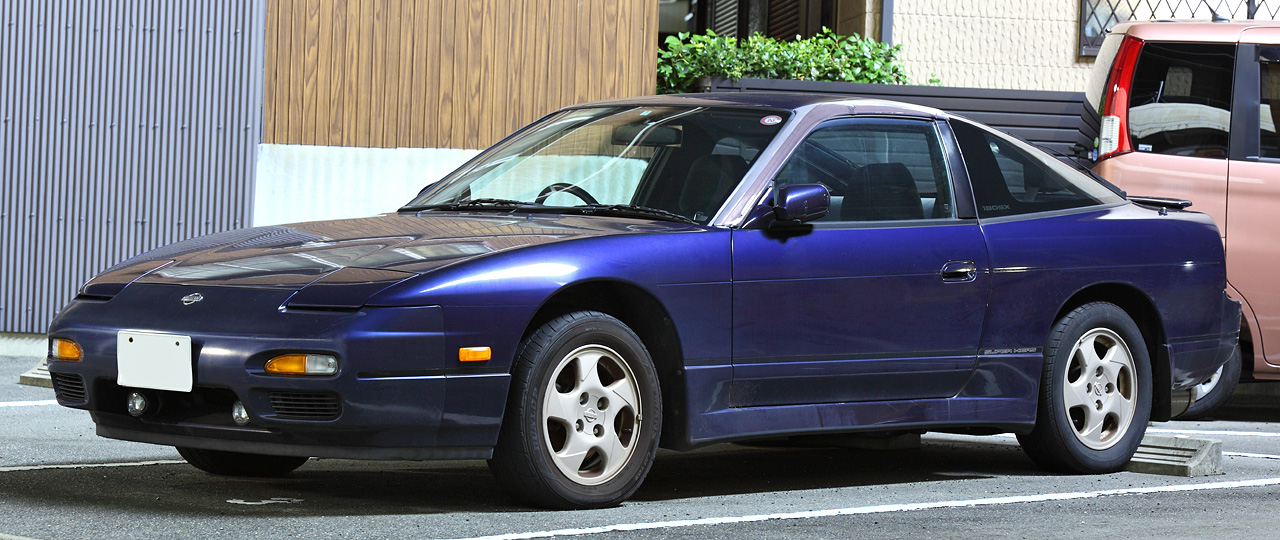
180SX 中期型

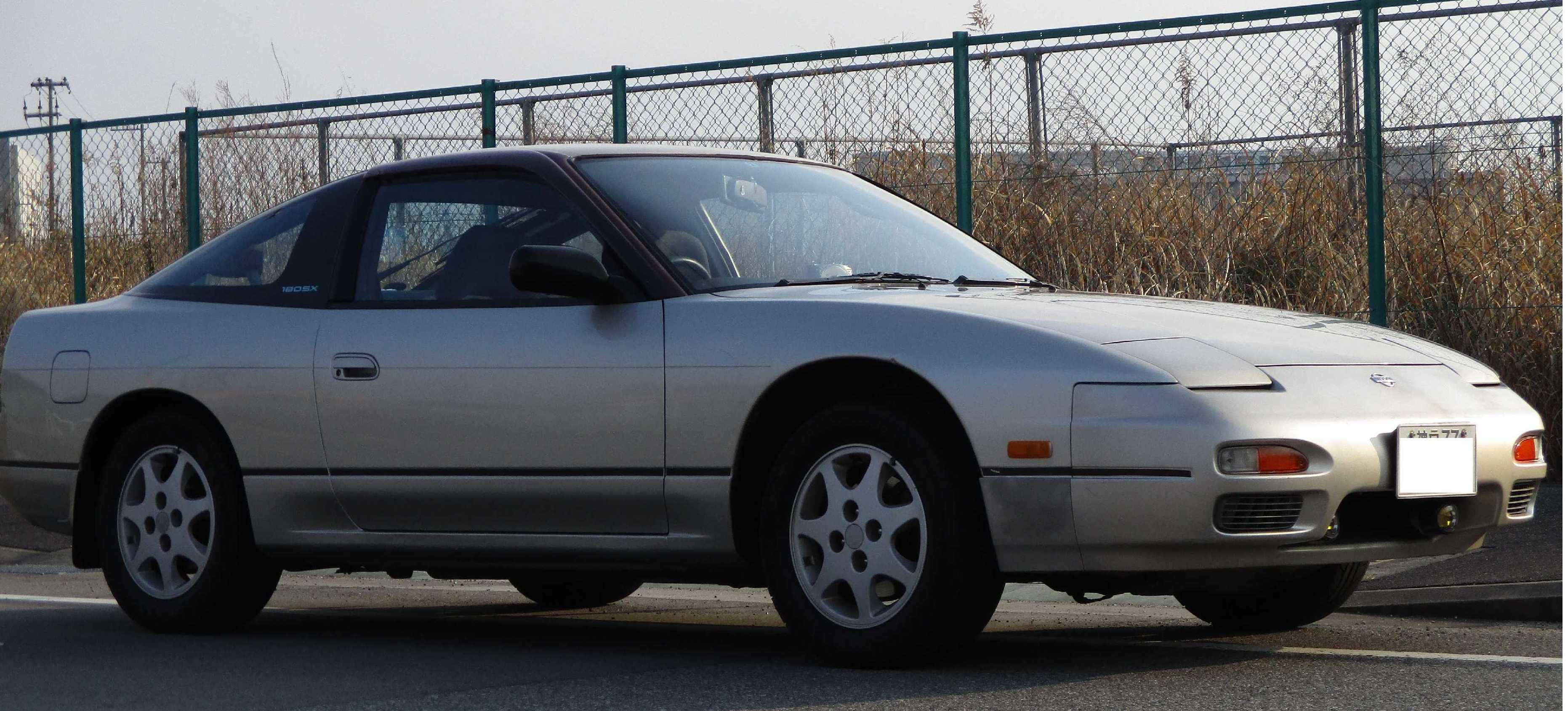
180SX Type-II

1991年（平成3年）、S13型シルビアと同時にマイナーチェンジを実施。キャッチコピーは『このクルマに似合うひとがいる』。
エンジンは従来のCA18DET型から、排気量2.0 LのSR20DET型（205 PS）に変更されたが、車名は「180SX」のままで「200SX」とはならなかった（後述）。また、これにより型式もRS13型からRPS13型に変更となったが、オプションのサイドデカールに関してはこれ以降も「RS13」となっている。
同時にフロントバンパーのデザインが大きく変わり、ダミーグリルが廃止され、エンジンフードとバンパーの段差がなくなったことでスタイリッシュになった。
タイヤサイズは205/60R15にワイド化されており、同時にアルミホイールのデザインも変更されている。また、四輪操舵システムは SUPER HICAS に進化しており、全車にオプション設定された。その他、安全装備の強化として後席シートベルトの3点化、サイドドアビームの追加、ハイマウントストップランプ、燃料系へのロールオーバーバルブの追加、ヒーター付ドアミラーの設定（寒冷地仕様車）が実施されている。フロントシートは一般的なローバックシート（ヘッドレスト分割式）に変更されている。
1992年（平成4年）、標準装備が充実した新グレード「TYPE III」を追加。「TYPE II」をベースにしており、新型のデジタル表示式オートエアコンとCDデッキは「TYPE III」のみ標準装備となっていた。
1994年（平成6年）にはグレード名が変更され、「TYPE III」は「TYPE X」に、「TYPE II」は「TYPE R」となり、「TYPE I」は廃止された。エンジンのロッカーカバーの塗色は赤色から黒色に変更となった。また、エアコンの冷媒がHFC134aに変更されている。同年4月以降は生産は高田工業に委託された。
1995年5月、運転席SRSエアバッグが標準装備となったほか、ドアミラーとパワーウインドウのスイッチ形状が変更された。また、それまでブラック一色であったドアミラーがボディ同色となった。「TYPE X」に関してはこれに加えて、新造形15インチアルミホイール、AM/FMラジオ+CD付きオーディオ、スーパーファインハードコートを採用した。
1996年1月、特別仕様車として「TYPE R SPORTS」が設定された。カセットデッキが廃止となった代わりに、サイドシルプロテクターやストラットタワーバーを装備しており、300台限定で販売された。ボディカラーは専用カラーのプラチナホワイトパールのみ。
また1996年の1月から2月にかけて登場したグレードに、「TYPE X NISMO」も存在していた。パワートレイン自体はそのままに、「TYPE R SPORTS」の内容にリヤアンダースポイラーやスポーツマフラーを追加したものである。

### 後期型 RPS13/KRPS13型（1996年 - 1999年）

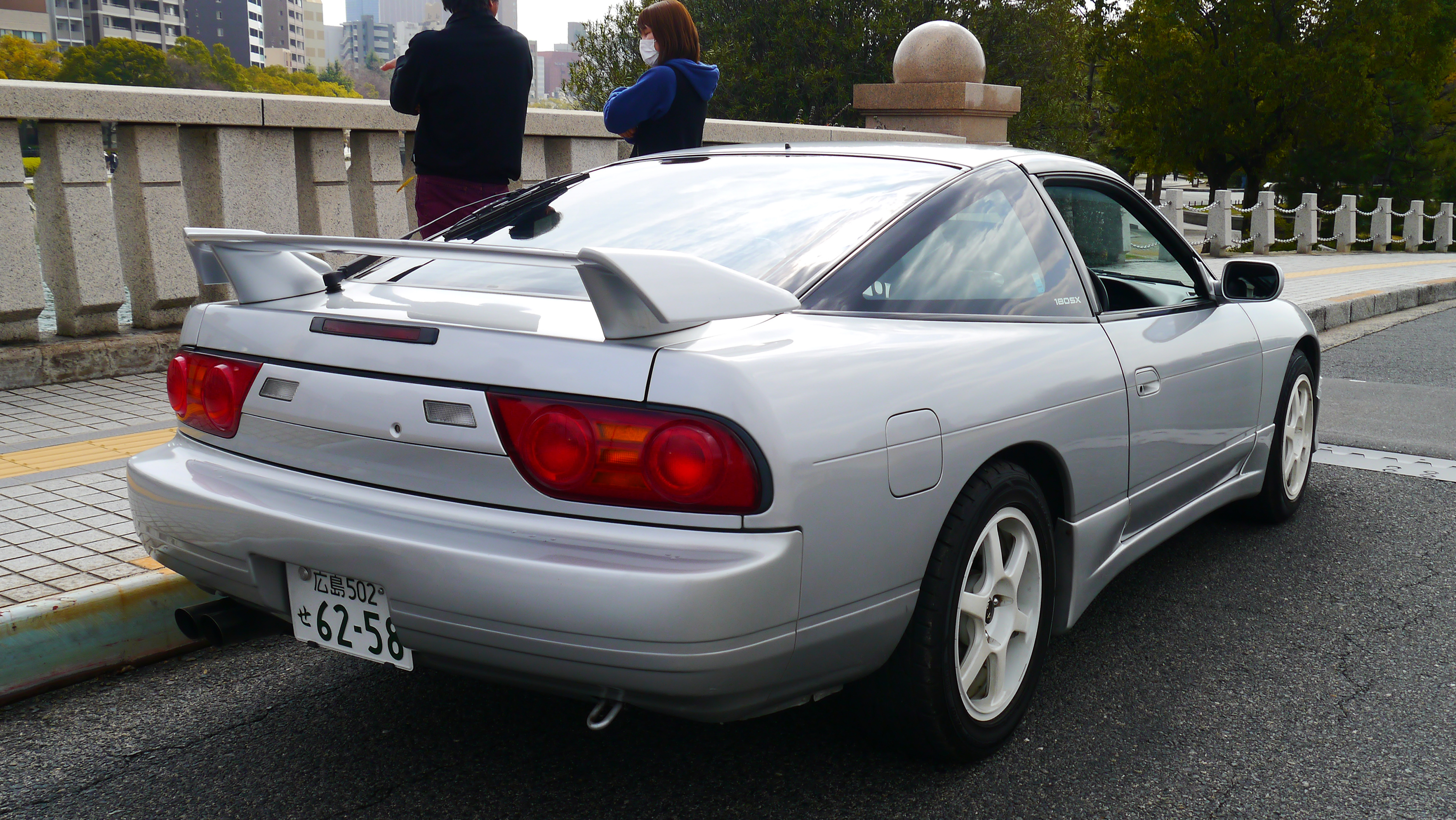
180SX 後期型のリアビュー

1996年（平成8年）8月22日、ビッグマイナーチェンジを実施し後期型となる。キャッチコピーは『for FR Pilot』。
フロントバンパーのデザイン変更、大型リアスポイラー、リアブレーキの容量アップ、ABSの標準装備化、アルミホイールのデザイン変更、キーレスエントリーの採用（TYPE Xのみ）、一部内装の変更などの仕様変更がされ、SR20DE型2.0 L自然吸気（NA）エンジンを搭載した「TYPE S」が設定された。また、リアコンビネーションランプがスカイライン風の丸型4灯に変更されたが、スカイラインはレンズ表面が平滑であったのに対し、180SXでは凸モールドになっている点が異なっている。
1997年（平成9年）、「TYPE S」を元に装備充実を図ったグレードの「TYPE G」が追加され、ボディカラーにイエローが新設された（スーパーレッドは廃止）。
1998年（平成10年）12月、生産終了。在庫対応分のみの販売となる。
1999年（平成11年）1月、販売終了となった。

## 車名の由来
「180」は、デビュー当初搭載されたCA18DET型エンジンの排気量である1.8 Lを表し、「SX」は日産の輸出用ミドルサイズ・スポーティークーペに対するネーミングである。1991年（平成3年）のマイナーチェンジで排気量2.0 LのSR20DET型エンジンに変更されたが、車名は「180SX」のまま販売が続けられた。｢ワンエイティ｣という呼び名が広く浸透している一方、稀に｢ワンパチ｣、｢イッパチ｣、｢ワンチ｣といった愛称で呼ばれることもある。
ベースモデルである北米仕様車の240SXの車名は、搭載されているKA24E型エンジンの排気量2.4 Lを表しており、180SXはそれに倣い付けられた名称である。
なお、欧州仕様車の200SXには当初CA18DET型エンジンが搭載されていたが、「200SX」の車名で販売されていた。後に日本仕様と同様に2.0 LのSR20DET/SR20DE型エンジンに変更され、名実共に200SXとなっている。

## 取扱販売店
プリンス店系列（スカイライン販売会社）、チェリー店系列（パルサー販売会社）で販売されていた。

## 改造車

### シルエイティ
180SXのフロント部分の外装パーツをほとんど板金作業を伴うことなく、S13型シルビアのそれに変更した車両。いわゆる顔面スワップの代名詞的な存在として知られる。この場合、ノーマル比で40 mmほど全長が短縮されるため、陸運局によっては記載変更申請が必要。また、こちらは日産の純正新車扱いの改造車が限定発売されている。
なお、この互換性はあくまで同型式であるS13型シルビアのみにあるもので、それ以外の型式のシルビアには当てはまらない。ただし、アフターマーケットのパーツメーカーからは、S14型やS15型用の変換キットも発売されている。

### ワンビア
上記とは逆に、シルビアのフロント部分の外装パーツを180SXのものに変更した車両。通称ワンビアと呼ばれるが、これはあくまでシルビアがベースであり、正式には180SXという車種ではない。大幅な板金作業を伴いS14、S15型からのワンビア製作事例もあるが、こちらはシルエイティとは異なり、変換キットは発売されていない。
前述のとおり、北米仕様の240SXは前照灯の光軸中心の関係で全てがリトラクタブルヘッドランプとなっており、3ドアファストバック、2ドアノッチバックのどちらもカタログモデルである。

### その他
S13型シルビアと共通の弱点として、助手席側メインフレームが途中で途切れていることが挙げられる。そのため、モータースポーツの世界やスポーツ走行をする際は致命的といわれており、アフターマーケットパーツの補強フレームが使用されることが多い。これは加工が不要なため、改造車の扱いにはならない。
中古市場においてこの補強対策がされていない車両、つまりノーマル状態に近い（競技やスポーツ走行に使用されていない）個体はボディの歪みが少ないため高値がつくとされるが、経年によるボディ剛性の低下には注意が必要である。
また、S13型シルビアがノッチバックボディであるのに対し、180SXはボディ後部の開口部が大きなハッチバックボディであることから、ボディ剛性の点ではもともと不利な面がある。